# رونالد إل. بيكر
رونالد إل. بيكر (بالإنجليزية: Ronald L. Baker)‏ هو كاتب ومؤرخ أمريكي، ولد في 30 يونيو 1937.